# Distrikt Ite
Der Distrikt Ite liegt in der Provinz Jorge Basadre in der Region Tacna im äußersten Südwesten von Peru. Der Distrikt wurde am 12. Juni 1961 gegründet. Er hat eine Fläche von 848,18 km² (nach anderen Quellen 825 km²). Beim Zensus 2017 wurden 2822 Einwohner gezählt. Im Jahr 1993 lag die Einwohnerzahl bei 2980, im Jahr 2007 bei 3299. Sitz der Distriktverwaltung ist die Ortschaft Ite mit 772 Einwohnern (Stand 2017). Ite liegt nahe der Mündung des Río Locumba in den Pazifischen Ozean. Weitere Orte im Distrikt sind Las Vilcas (420 Einwohner), Pampa Baja (267 Einwohner), Quebrada Honda (578 Einwohner) und Villa Militar El Eden (329 Einwohner).
Im Mündungsbereich des Río Locumba befindet sich ein großflächiges Feuchtgebiet (Humedales de Ite). Seit 1960 nutzt es das Bergbauunternehmen SPCC als Tailings-Deponie.

## Geographische Lage
Der Distrikt Ite liegt im Süden der Provinz Jorge Basadre. Er besitzt eine etwa 30 km lange Küstenlinie und reicht etwa 28 km ins Landesinnere. Der Río Locumba durchfließt den Distrikt in südsüdwestlicher Richtung. Die Höhenkämme von Cerro El Papal (bis 1778 m hoch) und Cerro Meca Grande begrenzen das Gebiet im Westen und Osten. Die Nationalstraße 1S (Panamericana) von Moquegua nach Tacna verläuft entlang der nördlichen Distriktgrenze. Das niederschlagsarme Gebiet besteht überwiegend aus Wüste. Der Distrikt Ite grenzt im Westen an den Distrikt Ilo, im Nordwesten an den Distrikt El Algarrobal (beide in der Provinz Ilo, Region Moquegua), im Norden an den Distrikt Locumba sowie im Osten an den Distrikt Sama (Provinz Tacna).